# R-Point
R-Point é um filme dirigido pelo sul-coreano Su-chang Kong, lançado em 13 de agosto de 2004.

## Sinopse
Vietnã em 1972, após receber um pedido de socorro de soldados desaparecidos há seis meses, um grupo de soldados sul-coreanos (aliados dos EUA) é enviado para o ponto R em suas pesquisas. Mas essa área tem uma reputação muito ruim ...

## Elenco
- Kam Woo-sung como Tenente Choi Tae-in
- Son Byong-ho como sargento. Jin Chang Rok
- Park Won-sang como Sargento Cook
- Lee Sun-kyun como Sargento Park
- Oh Tae-kyung como Sargento Jang Young-soo
- Son Jin-ho como Sargento Oh
- Mun Yeong-dong como Cabo Byun Moon-sub
- Jung Kyung-ho como Cabo Lee Jae-pil
- Kim Byung-chul como Cabo Joh Byung-hoon
- Gi Ju-bong como Capitão Park
- Ahn Nae-sang como Capitão Kang

## Ficha técnica
- Título : R-Point
- Titulo original : R-Point (알포인트)
- Diretor : Su-chang Kong
- Cenário : Su-chang Kong
- Produtor : Kang-hyeok Choi e Yun-hyeon Jang
- Música : Dal Palan
- Fotograpia : Hyeong-Jing Seok
- Montagem : Na-yeong Nam
- País de origem : Coreia do Sul
- Formato : Cores - 1,85:1 - Dolby Digital - 35 mm
- Gênero : Guerra, horror
- Duração : 106 minutes
- Date de publicação : 13 de agosto de 2004 (Coreia do Sul)

## Distribuição
- Woo-seong Kam : Tae-in Choi
- Byung-ho Son
- Tae-kyung Oh
- Won-sang Park
- Seon-gyun Lee
- Nae-sang Ahn
- Byeong-cheol Kim
- Kyeong-ho Jeon
- Yeong-dong Mun

## Local da filmagem
- O filme foi rodado no Camboja.